# 土屋重利
土屋 重利（つちや しげとし）は、戦国時代から安土桃山時代の武将。徳川家康の家臣。

## 概要
松平氏（徳川氏）の家臣・土屋重治の次男として生まれる。父は永禄7年（1564年）三河一向一揆との戦いで、兄の重信は元亀元年（1570年）姉川の戦いで戦死したため家督を継ぐ。後に家康の重臣・本多忠勝の麾下となって数度の戦功があったという。天正3年（1575年）遠江小山城攻めに従軍して武田軍と戦ったが、3か所もの傷を受けて戦死した。